# Marc-Antoine Thierry de Ville-d'Avray
Marc-Antoine Thierry, barone di Ville-d'Avray (Versailles, 29 dicembre 1732 – Parigi, 2 settembre 1792) è stato un nobile francese, sindaco di Versailles dal 28 maggio al 3 agosto 1789.

## Biografia

### Origini e gioventù
Marc-Antoine Thierry proviene da una famiglia che ha servito i reali per quattro generazioni. Suo padre, François Christophe Thierry (1699-1782), fu usciere nella Camera del Re fino al 1767 e poi primo valletto del Duca di Berry. Suo nonno, Nicolas François Thierry (1670-1739), era uno scudiero della Bouche du Roi e maresciallo del reggimento delle Guardie Svizzere. Il suo bisnonno François Thierry era uno scudiero della Bouche du Roi e controllore della Casa della Duchessa di Maine. Il suo trisnonno, François Tierry, nato intorno al 1613, era uno scudiero ordinario della Bouche du Roi.
La famiglia Thierry fu nobilitata nel 1769. Marc-Antoine Thierry fu nominato Barone di Ville d'Avray nel 1784, poco dopo la sua acquisizione della signoria di Ville d'Avray.
Dopo una campagna con i Moschettieri Grigi, fu nominato Capitano dei Dragoni il 14 ottobre 1769 e ottenne un incarico come Tenente Colonnello, poi come Mestre de Camp al seguito del Settimo Reggimento nel 1771, e divenne primo valletto del duca di Berry. Questa posizione fu commutata in quella di primo valletto del Re quando il duca salì al trono col nome di Luigi XVI. Nel 1782, gli fu affidata la supervisione dei piccoli gabinetti e fu nominato intendente responsabile del deposito di mobili e gioielli.

### Barone di Ville-d'Avray

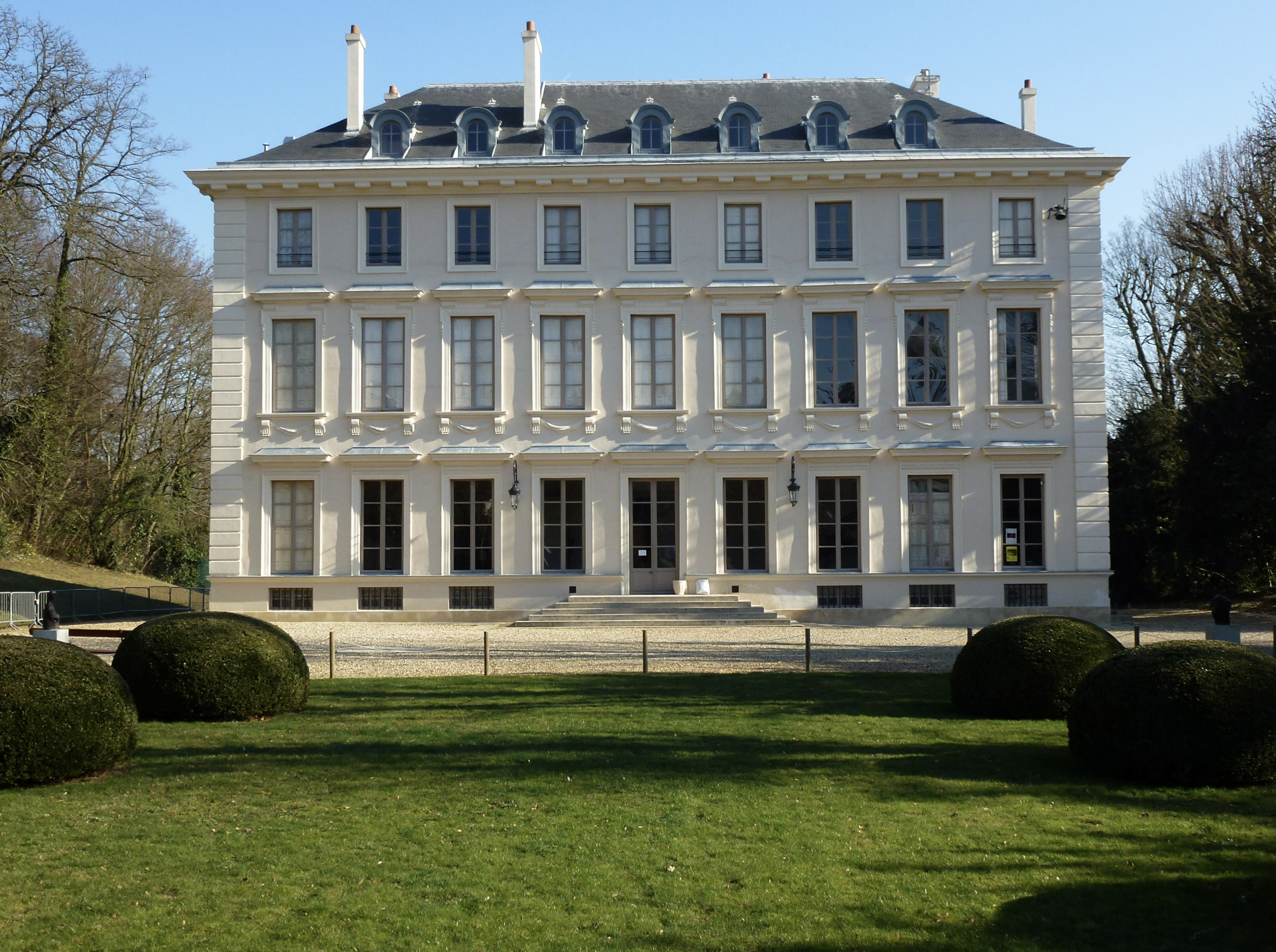
Il castello di Thierry che il barone si fece costruire nel 1776 per farne la propria dimora a Ville-d'Avray.

Nel 1775, acquistò la casa padronale di La Brosse a Ville-d'Avray, che aveva demolito per costruire il castello, che circondò con un vasto parco. Vendette terreni e boschi al Re in cambio della signoria di Ville-d'Avray con i suoi diritti utili e onorari, la fattoria di 68 arpenti di terra, 18 arpenti di prati e il vecchio Parco dei Célestins. Questo scambio fu registrato presso il Parlamento nel 1783. Nel luglio dell'anno successivo, la sua tenuta fu dichiarata baronia. Fece molto per il comune, patrocinando la costruzione della chiesa, che iniziò l'11 luglio 1789, tre giorni prima della presa della Bastiglia. Oggi, il Comune di Ville-d'Avray ha adottato lo stemma del suo famoso mecenate.

### Primo valletto della camera del Re
Nel Settecento la posizione di primo valletto aveva poco a che fare con l'essere un servitore. Era una posizione onoraria che poteva essere acquistata per grandi somme di denaro e venduta a un successore. Gli uffici di commensale erano responsabili dell'organizzazione dei servizi della casa dei principi e permettevano alle famiglie dei loro titolari di beneficiare della protezione della famiglia reale.
Marc-Antoine Thierry viveva nel cuore dei Piccoli appartamenti del Re, al secondo piano dell'edificio centrale della Reggia di Versailles, in un appartamento che si affacciava sulla Corte dei cervi, ricavato dallo smantellamento dell'ampio appartamento assegnato da Luigi XV alla Contessa du Barry. La Contessa dovette lasciare il palazzo di Versailles non appena il suo amante reale morì. I suoi vicini diretti erano i mentori di Luigi XVI: il Conte di Maurepas e il Marchese di Villequier, i quali ottennero le altre parti dell'appartamento di Madame du Barry. Luigi XVI aveva così accesso in ogni momento, e in modo discreto (grazie alla segretezza delle piccole camere interne), alla sua più stretta collaboratrice e al suo principale ministro.

### Primo sindaco di Versailles
È solo nel 1787 che Versailles divenne un comune indipendente dal potere reale. Fino al 1787 infatti Versailles era governata da intendenti nominati dal Re. Poiché la città era divisa in otto distretti, per ogni distretto doveva essere nominato un syndic di otto deputati. Marc-Antoine Thierry de Ville d'Avray era uno di questi sindaci, eletto nel dicembre 1787.
Questo nuovo "consiglio comunale" era tuttavia fantoccio, simbolico, senza fondi, senza poteri e senza nemmeno una sala in cui riunirsi. Il futuro sindaco di Versailles dovette prestare due stanze dell'Hôtel del Garde-Meuble. Per quasi diciotto mesi, fino al maggio 1789, questo "consiglio municipale" fu diviso, e una delle dispute riguardava la nomina di un rappresentante del consiglio. Solo il 28 maggio 1789 Marc-Antoine Thierry de Ville d'Avray divenne il primo sindaco di Versailles ad essere nominato dai suoi pari. Rimase in questa posizione solo per 67 giorni, dimettendosi il 3 agosto 1789. Il consiglio fu sciolto in attesa di nuove elezioni il 21 agosto 1789, ma Versailles rimase senza sindaco fino all'8 settembre 1790, data delle prime elezioni comunali.

### Intendente del Garde-Meuble
Il 16 agosto 1783, Marc-Antoine Thierry de Ville d'Avray ricevette la reversibilità della carica di Commissario Generale della Maison du Roi nel Dipartimento del Garde-meuble de la Couronne. Il 27 febbraio 1784, ricevette il brevetto necessario per esercitare la carica dopo che l'intendente, Pierre-Élisabeth de Fontanieu, aveva chiesto di ritirarsi a causa del declino della sua salute.
Fin dall'inizio della sua amministrazione, elaborò un nuovo regolamento per gli ordini, i prestiti di mobili e la gestione dello stabilimento, che fu firmato dal Re il 7 febbraio 1784. Invece di commissionare mobili ad artigiani indipendenti, scelse di lavorare sotto la supervisione dello scultore Jean Hauré. Tra gli artigiani che vi lavorarono ci furono l'ebanista Guillaume Beneman, i falegnami Jean-Claude Sené e Jean-Baptiste Boulard, gli scultori Nicolas Vallois e François Chatard, i bronzisti Pierre-Philippe Thomire, Etienne-Jean Forestier e André Ravrio, e il tappezziere Claude-François Capin.
Intendente del Garde-Meuble de la Couronne presso l'Hôtel de la Marine dal 1784 al 1792, il barone di Ville-d'Avray visse lì con la sua famiglia. Nobilitato di recente, dopo aver fatto fortuna velocemente, la sua ascesa sociale verso gli alti ranghi suscitò gelosie, soprattutto quando la sua gestione del Garde-Meuble fu messa in discussione: il 17 giugno 1791, l'Assemblea Costituente decise di effettuare un inventario completo del Garde-Meuble. La fuga della famiglia reale fece temere che avesse portato con sé il suo tesoro o che avesse inviato dei parenti a recuperarlo per pagare gli eserciti controrivoluzionari. Il rapporto dell'inventario rivelò che nessuno dei gioielli della Corona era scomparso, ma c'era una carenza d'oro. Il Barone Thierry fu giustamente sospettato. Fu convocato davanti all'Assemblea Nazionale e gli fu ordinato di "obbedire agli ordini dei commissari". Ormai sotto sorveglianza, durante i disordini della primavera del 1792, allestì un armadio nei suoi appartamenti per nascondere nove scatole contenenti tre quarti dei gioielli. I motivi di questo gesto (proteggere da saccheggi, aiutare la controrivoluzione o semplice venalità) sono tuttora sconosciuti. Dopo la presa delle Tuileries, vennero posti dei sigilli alle amministrazioni per evitare i furti. Il Barone Thierry fu arrestato e imprigionato, e suo cognato Lemoine-Crécy, che era Guardia Generale della Corona, consegnò le scatole alle autorità della Commissione dei Monumenti. Il rapporto d'inventario menziona che le scatole non sono state aperte, da qui la voce, che sembra essere fondata, che Thierry abbia venduto segretamente i diamanti a dei gioiellieri olandesi attraverso i banchieri Vandenyver, con il pretesto di tagliarli o ripararli.
Dopo essere stato arrestato, il 2 settembre 1792 il barone di Ville-d'Avray viene assassinato a Parigi nella prigione dell'Abbaye (nel Boulevard Saint-Germain, nel quartiere di Saint-Germain-des-Prés) durante i cosiddetti Massacri di settembre.